# 轟II
『轟II』（ごう・ツー）は、ウルフ・チームより1992年に発売された日本のパーソナルコンピュータ用ウォー・シミュレーションゲームであり、『大東亜黙示録 轟』の続編である。後にシナリオ集が発売された。

## 概要
大東亜戦争（太平洋戦争）を扱ったターン制のウォー・シミュレーションゲームである。プレイヤーが操作できるのは大日本帝国側のみであり、連合国側でのプレイはできない。戦略マップはヘックスで構成され、隣接ヘックス間の距離は実際の300kmほどに相当する。当時のウルフ・チームが得意としていたビジュアルシーンや、その高品質なBGMが特徴的であった。PC-9801版は増設RAMボードに対応しており、これを用いるとディスクアクセスが減少し、快適なプレイが可能である。起動時にデータをRAMに読み込むか、キャッシュディスクとして使用するかを選択できる。HDDには非対応。FM音源(PC-9801-26K)、マウス対応。操作系はマウスを想定しているが、キーボードでのプレイも可能だった。日本語入力システムには対応しておらず、艦船に名前を付ける時などは操作性が悪かった。

## ゲーム進行
1ヶ月を4週に分けたターン制のシミュレーションゲームである。毎月初頭には特別に生産開発フェイズが存在する。戦略マップに含まれる地域は、西はインドから東はハワイまで。ソ連はゲーム開始時には中立であるが、条件が揃うと参戦する。
航空機は1個中隊規模(9機)を1ステップ、駆逐艦や輸送船などは数隻をまとめて1部隊とし、それを最小単位として運用される。『太平洋戦記』や『 太平洋の嵐』シリーズと異なり、大きな数字を細かく設定する必要が無いため、比較的操作が簡単ではあるが、少々の慣れが必要である。
戦略資源の輸送は自動で処理され、この点は『提督の決断シリーズ』と同様である。種類も生産力（工業力に相当）、資源、燃料の3種類しか存在しない。戦闘も単純化されており、戦場に部隊を送り込んだ後は自動的に進行する。

## 拠点
拠点には6種類の航空機を配備可能である。本土の拠点では陸上部隊の生産が可能。補給拠点は5ヘクス以内の陸上部隊の補給値を上昇させる効果が有る。対艦攻撃力、対地攻撃力、飛行場能力のパラメータが有り、生産開発フェイズで値の向上が可能である。航空機が多数配備されていると、索敵範囲が広がることがある。なお、開戦時にはガダルカナル、アッツ、キスカ、アダックは拠点化されていないが、生産開発フェイズには陸上部隊が駐屯していれば、任意の地点に飛行場としての拠点新設が可能である（地名命名も任意で可）。

## 艦隊
1艦種8隻、最大24隻で構成される。空母には錬度6以上の航空隊のみを3機種まで搭載可能。航空隊を多数配備していると、索敵範囲が広がる可能性がある。各艦隊は毎ターン一律7ヘックス移動可能であるが、速度の高い艦船のみで編成された艦隊は、追加で最大3ヘクスの「高速移動」が可能となる。通常の移動中に敵拠点等（ブラインド範囲に潜む機動部隊からの奇襲含む）の哨戒範囲にさしかかると航空攻撃を受ける可能性があるが、高速移動中はそれを受けずに、敵拠点等に近接し先制攻撃を仕掛けることが可能である。また、個々の艦船は補給力を持ち、艦隊には所属艦の補給力の合計をパラメータとして持つ。艦隊が陸上部隊にスタックすることにより、陸上部隊に補給を行う（補給値を上昇させる）ことができる。戦艦や輸送艦が多くの補給力を持つ。なお、艦隊は燃料が尽きた時点で全滅する。

## 航空隊
1航空隊は実際の9機程度に相当し、拠点か空母に所属する。搭乗員練度は9段階に分れ、錬度9が最高錬度。拠点には6種類まで、空母には3種類まで配備可能である。拠点への配備には事実上数の制限は無いが、空母に配備する場合は空母の性能によって配備数に制限がある。航空隊はターンの開始時および実戦を経験することでわずかに錬度が向上する。ゲーム上は錬度は整数で表示されるが、向上する練度はごく僅かの為、表示上はなかなか向上しない。錬度が向上すると戦闘力も向上し、錬度6以上になると空母への配備航空隊（さらに種別が艦上機である必要もある）も可能となる。また、錬度は新たに航空隊を生産するたびに低下していくので、ゲーム後半では錬度の不足に悩むこととなる。開発生産フェイズで「精鋭搭乗員」コマンドを実行することで特定の航空隊の錬度が向上するが、他の航空隊から優秀な者を引き抜くという設定の為、他の全ての航空隊の錬度が少々低下する。移動は毎ターンにつき1回のみ。移動や攻撃を行った航空隊は要整備状態となることがあり、整備が行われるまでは使用できない。整備は航空機固有の整備値の値を基準に、毎ターン乱数を用いて行われる。新型機や大型機などは整備性が悪い。

## 陸上部隊
ユニットは1箇連隊相当が基本最小単位で、歩兵連隊、装甲連隊の別はないが装備値、補給値をもって戦力評価を代替表現している。1ヘクス当り最大50箇連隊相当が1箇軍（又は方面軍）としてスタック可能。最大戦略画面のヘックス上を1マスずつ移動していく形態となっている。武装度のパラメータは開発生産フェイズで向上可能。「補給」値は補給拠点上もしくは隣接ヘックスなら毎ターン5回復するが、距離が離れるたびに回復量は低下していき、6ヘクス以上離れると回復は不可能となる。海岸線であれば艦隊を使っての補給も可能。補給値は移動で5～15低下し、戦闘力にも影響する。戦闘中に補給値が尽きると潰走するほか、部隊規模を損しやすくなる。

## 開発・生産
各拠点は産業、資源、燃料を、毎月初頭に生産する。資源の輸送に用いられる商船は、艦隊に随伴し陸上部隊を輸送する為の艦隊輸送船とは全く分離して処理される。生産力は前月の残りに産業、資源の合計を加えたもの、航空生産力は航空機工場の規模、艦船生産力は艦船工場、燃料は前月の残りに油田の合計を加えたものである。
資源と燃料は東京に輸送する必要があり、輸送できないものは使用できない。東京から24ヘックス以内、更に資源は商船数の8倍まで、燃料が商船数まで、と言う制限がある。なお、商船のほかに潜水艦艦隊や、護衛艦などの生産、配備が可能となっている。
開発生産フェイズでは各拠点の工事、艦船や商船の建造、航空隊の作成、陸上部隊の作成/編成などが行えるほか、各種基礎技術（航空技術、レーダー技術、潜水艦技術、対潜水艦技術、原子爆弾技術）を向上させることも可能となっている。
特徴的なのは航空機の生産で、航空技術が該当する機体が求められるレベルまで向上すると、ゲーム中にその機体が登場するが、まだ生産は不可能で、毎ターン、今度は毎月航空機生産画面で開発進度を向上させねばならない。開発進度が100に達するとようやく生産が可能になるが、この段階では1ヶ月に1隊しか生産できない状態である。さらに開発進度を上昇させる事で、開発進度2につき生産ラインが1本増え、250に達すると制限が無くなる。拠点や空母に配置できる機種は6機種以内、との制限もあるため、量産機を絞る必要があり、プレイヤーの構想が問われる所である。

## ゲームの終了
各国と講和条約を成立させることで、戦争を終結させる必要がある。各国の状況は講和達成度として示され、ある程度の値を上回ると講和交渉が行え、値が徐々に向上していく。100%になると講和となり、その国はゲームから脱落する。
講和に必要な条件は以下の通り。なお敵国側が日本に講和工作を行い成功すると、日本側の敗戦となる。
大日本帝国
日本本土拠点の産業（工業力）の量、保有拠点数比較
アメリカ合衆国
ハワイ・ダッチハーバーの所有状況。他国の講和状況。ヨーロッパ戦線の戦況。
イギリス王国
マドラス・セイロン・カルカッタの所有状況。ヨーロッパの戦況。連合の商戦数。
オーストラリア
フィジー・サモアの所有状況、豪州の拠点の所有状況。
中華民国
成都・蘭州と他の連合造園拠点との陸路の遮断。中国の拠点の所有状況。
ソビエト連邦
ヨーロッパ戦線の戦況、ソ連の拠点の所有状況

## 演出
当時のウルフ・チームはビジュアルシーンに力を入れていた。本作もフロッピーディスク丸々1枚が使われた比較的長時間のオープニングデモが用意されていた。モノクロ写真をスキャンした画像が多数用いられ、BGMも付いた。なお、ディスク3のオープニング曲は、戦前の戦争記録映画ニュース等のBGMの他、後年、某医薬部外品のCM曲にも使用された実績があるチャイコフスキー作曲交響曲第5番第4楽章のアレンジ。

## ゲームルール設定
ゲーム開始時に、以下のルール選択が行える。
- 燃料消費なし
- 錬度変化せず
- 索敵失敗せず
- 工業大国日本（航空機工場と艦船工場の値が999になる）
- 日本技術高し
- 日本技術低し
- ドイツ善戦す
- ドイツ苦戦す
- 奇襲成功せず（開戦直後に日本側有利に働く奇襲効果が発生しない）
- ソ連邦宣戦す（ゲーム開始時からソ連軍が敵になっている）

## 轟II TOWNSスペシャル
1993年にFM TOWNSに移植されている。CD-DAには非対応だったが、PC-9801より同機の内蔵音源の性能が高いため、BGMの質は向上している。CD-ROM、3.5インチFD各1枚という構成だが、FDはゲームの保存のみに用いられる（なおこのFDはあらかじめフォーマットされておらず、しかもマニュアルにフォーマットを要する記述もない）。また、PC-9801版では640×400ピクセルであった画面解像度が640×480に広がっており、若干のインターフェイスの改善がなされているほか、ゲーム開始時のシナリオが1本増え、CPUの思考ルーチンも大幅に改善された。

## 追加シナリオ
- 轟II シナリオコレクション - 1992年12月発売。ディスク3として機能。オリジナル版において認められたゲーム進行上の種々の不具合は改善されている模様（機動部隊による日本本土を含む拠点等に対する空襲、各拠点に対する強襲上陸等）。ただしゲーム開始時点が1942年4月第4ターン（MO作戦直前あたり）からとなっている。。